# 댄 인 러브
《댄 인 러브》(영어: Dan in Real Life)는 미국에서 제작된 피터 헤지스 감독의 2007년 코미디 드라마 영화이다. 스티브 커렐 등이 출연하였고, 브래드 엡스틴 등이 제작에 참여하였다.

## 출연진
- 스티브 커렐
- 쥘리에트 비노슈
- 앨리슨 필
- 브리트니 로버트슨
- 말린 로스턴
- 데인 쿡
- 존 머호니
- 다이앤 위스트
- 노버트 리오 버츠
- 제시카 헥트
- 에이미 라이언
- 프랭크 우드
- 에밀리 블런트
- 펄리페이 디에파
- 버니 매키너니
- 에이미 랜데커
- 매슈 모리슨
- 헨리 밀러
- 엘라 밀러
- 캐머런 CJ 애덤스
- 제시카 루시에이
- 마고 잰슨
- 윌라 커스럴터틀먼
- 루커스 헤지스

## 기타 제작진
- 공동 제작: 다이앤 드라이어
- 배역: 버나드 텔시, 티퍼니 리틀 캔필드
- 미술: 세라 놀스
- 의상: 앨릭스 프리드버그

## 사운드트랙
1. "Family Theme Waltz" - 손드레 레르케
2. "To Be Surprised" - 손드레 레르케
3. "I'll Be OK" - 손드레 레르케
4. "Dan and Marie Picking Hum" - 손드레 레르케
5. "My Hands Are Shaking" - 손드레 레르케
6. "Dan in Real Life" - 손드레 레르케
7. "Hell No" - 손드레 레르케, 리지나 스펙터
8. "Family Theme" - 손드레 레르케
9. "Fever" - 어 파인 프렌지
10. "Airport Taxi Reception" - 손드레 레르케, 더 페이시스 다운 콰르텟
11. "Dan and Marie Melody" - 손드레 레르케
12. "Human Hands" -손드레 레르케, 더 페이시스 다운 콰르텟
13. "I'll Be OK" (Instrumental Reprise) - 손드레 레르케
14. "Let My Love Open The Door" - 피트 타운젠드
15. "Dan and Marie Finale Theme" - 손드레 레르케
16. "Modern Nature" - 손드레 레르케, 릴리언 샘들
17. "Ruthie Pigface Draper" (보너스 트랙) - 데인 쿡, 노버트 리오 버츠